# Tallboy
Tallboy foi uma bomba sísmica desenvolvida na Segunda Guerra Mundial.
A bomba foi desenvolvida para destruir alvos pesadamente fortificados, não através de impacto direto, mas pelo deslocamento de solo/água causado pela explosão subterrânea da imensa carga explosiva.
Para alcançar esta penetração no solo, sua aerodinâmica foi cuidadosamente planejada e era lançada de altas altitudes, por um avião especialmente adaptado para esta tarefa.
Devido ao custo, dificuldade de fabricação e de emprego, poucas foram construídas durante a guerra, com alguns sucessos como o afundamento do couraçado Tirpitz. Contudo, seus sucessos contra as construções fortificadas alemães foram limitados.